# Xerophyta elegans

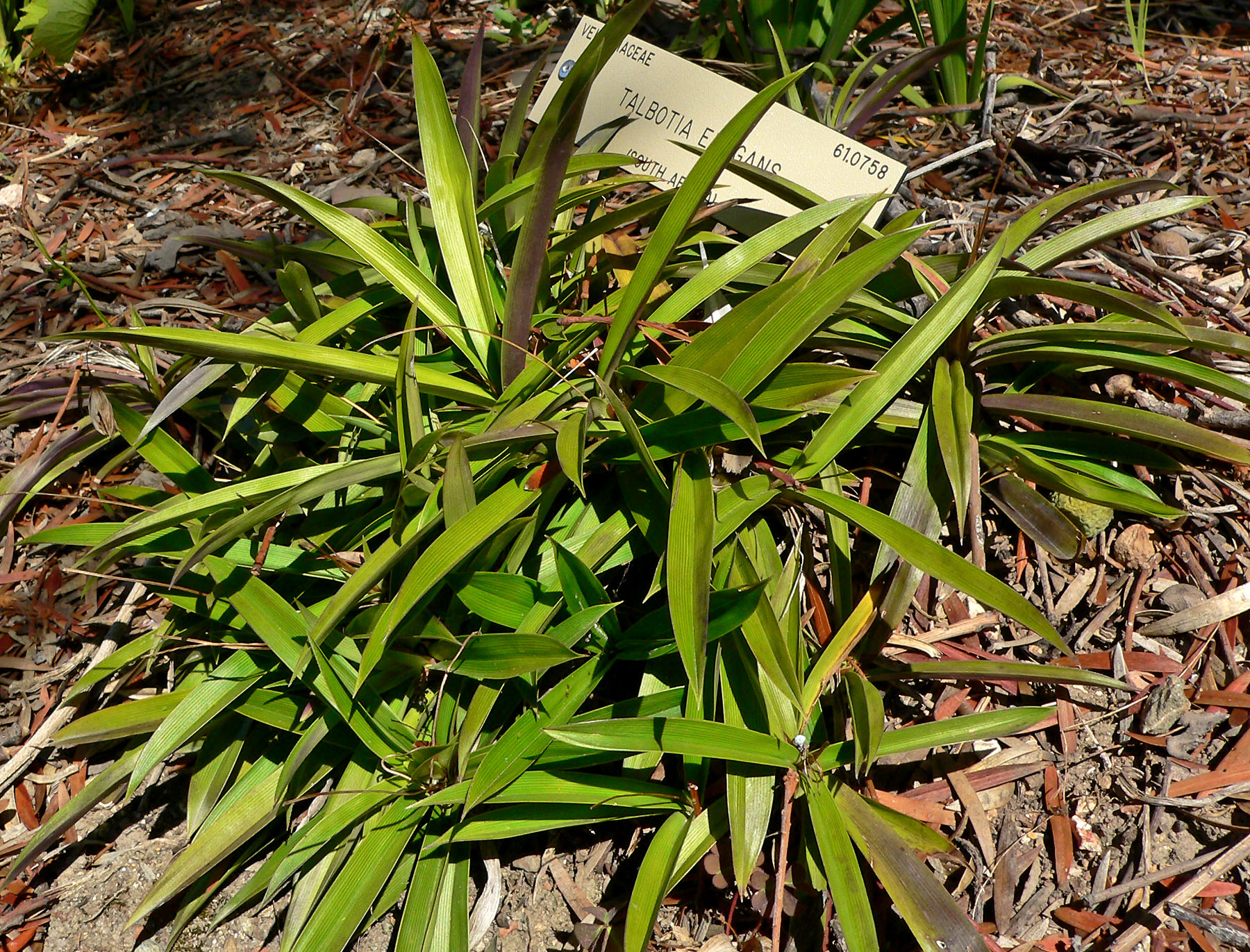
Pokrój

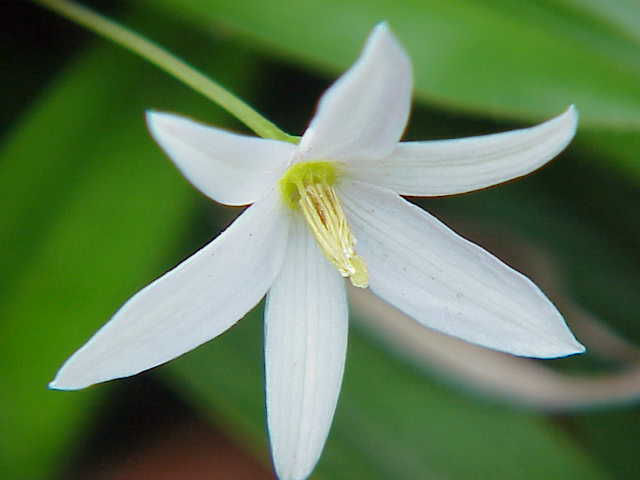
Kwiat

Xerophyta elegans (Balf.) Baker – gatunek wieloletnich, niskopączkowych, kserofitycznych roślin z rodziny Velloziaceae, endemiczny dla wschodniej Republiki Południowej Afryki, gdzie występuje w Mpumalanga i KwaZulu-Natal.

## Morfologia
PokrójSłabo zdrewniałe rośliny o wysokości 30 cm, tworzące gęste kobierce.
ŁodygaSztywna, powyginana, wzniesiona, u góry ulistniona, z dołu gęsto pokryta włóknistymi pozostałościami liści.
LiścieRozetkowe, położone w 3 rzędach, odchylone, o długości 10–20 cm, równowąsko-lancetowate, ostro wypukłe, spiczaste, ząbkowane ku wierzchołkowi.
KwiatyPromieniste, obupłciowe, 6-pręcikowe, wyrastające wierzchołkowo na łodydze, pojedynczo lub do 3 zebranych w grono. Okwiat sześciolistkowy. Listki okwiatu jajowate, położone w dwóch okółkach, w pąku liliowe, potem białe, po przekwitnięciu zieleniejące. Pręciki wzniesione, o niemal siedzących, równowąskich, tępych główkach. Zalążnia trójkomorowa, jajowata. Szyjka słupka długości pręcików, przechodząca w 3 sześciokrotnie rowkowane znamiona. W każdej komorze zalążni powstają dwa grube łożyska.
OwoceOdwrotnie jajowate torebki, ostro trójkątne w przekroju, zawierające liczne, wąskie nasiona.

## Systematyka i nazewnictwo
Gatunek historycznie zaliczany był do monotypowego rodzaju Talbotia w podrodzinie Vellozioideae, rodziny Velloziaceae, w rzędzie pandanowców (Pandanales). Nazwa naukowa rodzaju Talbotia została nadana na cześć Henry'ego Fox Talbota, odkrywcy tej rośliny.
Typ nomenklatorycznyHolotypem gatunku jest okaz zielnikowy, zebrany przez Henry'ego Fox Talbota w Natal, przechowywany w herbarium Kew Gardens.
Synonimy nomenklatoryczne
- Talbotia elegans Balf. (bazonim)
- Vellozia elegans (Balf.) Talbot ex Hook.f.
- Barbacenia elegans (Balf.) Pax
- Talbotiopsis elegans (Balf.) L.B.Sm.

Synonimy taksonomiczne
- Vellozia talbotii Balf.
- Hypoxis barbacenioides Harv. ex Baker
- Xerophyta minuta Baker
- Vellozia elegans var. minor (Baker) Baker